# 森部隆輔

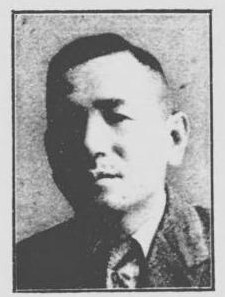
森部隆輔

森部 隆輔（もりべ りゅうすけ、1891年（明治24年）1月28日 - 1978年（昭和53年）8月6日）は、日本の農業協同組合指導者、政治家。衆議院議員、参議院議員。

## 経歴
福岡県上座郡福成村大字長淵（のち朝倉郡大福村大字長淵、現朝倉市長渕）で、篤農家・森部隆造、ウメノ夫妻の三男として生まれた。1911年、東京高等農学校を卒業した。
1916年、長淵信用購買販売組合を設立して組合長に就任。福岡県農会常任幹事、福岡県会議員（5期）、同副議長、上座銀行頭取、産業組合中央会福岡県支会副会長、福岡県農会長、福岡県青果統制会社社長、帝国耕地協会理事、福岡県農業協会理事長、福岡県養蚕組合連合会長などを歴任。1942年4月、第21回衆議院議員総選挙で翼賛政治体制協議会の推薦を受け福岡県第一区から出馬して当選。翼賛政治会政調内務委員、同農林兼務委員を務め、その後、日本進歩党に所属した。
戦後は、公職追放となるが、全国拓殖農業協同組合連合会長、全国農業協同組合中央会副会長、福岡県信用農業協同組合連合会長、同共済農業協同組合連合会長、同農業協同組合中央会会長、家の光協会理事などを務め、農業団体の指導に尽力した。1956年春の褒章で畜産団体要職に就いて競馬場開設、県種畜場の設置、畜産技術員の配置など畜産事業の基礎確立に努めたことや酪農事業の推進畜産団体の結集などに寄与したとして藍綬褒章受章。
1962年7月、第6回参議院議員通常選挙に福岡県地方区から自由民主党所属で出馬して当選し、参議院議員に1期在任し、飼料需給安定審議会委員、第2次佐藤第1次改造内閣行政管理政務次官を務めた。1966年春の叙勲で勲二等瑞宝章受章。
1978年8月6日死去、87歳。死没日をもって従四位に叙される。

## 親族
- 弟 森部隆 - 内務官僚・島根県知事・弁護士[3]